# Austrian Darts Open
De Austrian Darts Open is een dartstoernooi dat sinds 2012 wordt gehouden, als onderdeel van de PDC European Tour.

Nadat het toernooi in 2015 niet op de kalender stond, vond het sinds 2016 plaats in Premstätten, Oostenrijk.

## Winnaars Austrian Darts Open
| Jaar | Winnaar                                      | Runner-up                                    | Score                                        | Prijzengeld                                  | Winnaar                                      | Runner-up                                    |
| ---- | -------------------------------------------- | -------------------------------------------- | -------------------------------------------- | -------------------------------------------- | -------------------------------------------- | -------------------------------------------- |
| 2012 | Justin Pipe                                  | James Wade                                   | 6–3 (legs)                                   | £ 82.100                                     | £ 15.000                                     | £ 7.500                                      |
| 2013 | Michael van Gerwen                           | Mervyn King                                  | 6–3 (legs)                                   | £ 100.000                                    | £ 20.000                                     | £ 10.000                                     |
| 2014 | Vincent van der Voort                        | Jamie Caven                                  | 6–5 (legs)                                   | £ 100.000                                    | £ 20.000                                     | £ 10.000                                     |
| 2015 | Werd niet gehouden                           | Werd niet gehouden                           | Werd niet gehouden                           | Werd niet gehouden                           | Werd niet gehouden                           | Werd niet gehouden                           |
| 2016 | Phil Taylor                                  | Michael Smith                                | 6–4 (legs)                                   | £ 115.000                                    | £ 25.000                                     | £ 10.000                                     |
| 2017 | Michael van Gerwen                           | Michael Smith                                | 6–5 (legs)                                   | £ 135.000                                    | £ 25.000                                     | £ 10.000                                     |
| 2018 | Jonny Clayton                                | Gerwyn Price                                 | 8–5 (legs)                                   | £ 135.000                                    | £ 25.000                                     | £ 10.000                                     |
| 2019 | Michael van Gerwen                           | Ian White                                    | 8–7 (legs)                                   | £ 140.000                                    | £ 25.000                                     | £ 10.000                                     |
| 2020 | Werd niet gehouden vanwege de coronapandemie | Werd niet gehouden vanwege de coronapandemie | Werd niet gehouden vanwege de coronapandemie | Werd niet gehouden vanwege de coronapandemie | Werd niet gehouden vanwege de coronapandemie | Werd niet gehouden vanwege de coronapandemie |
| 2021 | Werd niet gehouden vanwege de coronapandemie | Werd niet gehouden vanwege de coronapandemie | Werd niet gehouden vanwege de coronapandemie | Werd niet gehouden vanwege de coronapandemie | Werd niet gehouden vanwege de coronapandemie | Werd niet gehouden vanwege de coronapandemie |
| 2022 | Michael van Gerwen                           | Danny Noppert                                | 8–5 (legs)                                   | £ 140.000                                    | £ 25.000                                     | £ 10.000                                     |
| 2023 | Jonny Clayton                                | Josh Rock                                    | 8–6 (legs)                                   | £ 175.000                                    | £ 30.000                                     | £ 12.000                                     |
| 2024 | Luke Littler                                 | Joe Cullen                                   | 8–4 (legs)                                   | £ 175.000                                    | £ 30.000                                     | £ 12.000                                     |
| 2025 | Martin Schindler                             | Ross Smith                                   | 8–4 (legs)                                   | £ 175.000                                    | £ 30.000                                     | £ 12.000                                     |

2004 · 2005 · 2006 · 2007 · 2008 · 2009 · 2010 · 2011 · 2012 · 2013 · 2014 · 2015 · 2016 · 2017 · 2018 · 2019 · 2020 · 2021 · 2022 · 2023 · 2024 · 2025
2012 · 2013 · 2014 · 2015 · 2016 · 2017 · 2018 · 2019 · 2020 · 2021 · 2022 · 2023 · 2024 · 2025